# Ахмад Наґіб аль-Хілялі-паша
Ахмад Наґіб аль-Хілялі-паша (араб. أحمد نجيب الهلالي; 1 жовтня 1891 — грудень 1958) — єгипетський державний діяч, двічі прем'єр-міністр Єгипту 1952 року.

## Життєпис
1912 року здобув юридичну освіту. Працював адвокатом, 1923 став професором юридичного факультету. Згодом отримав пост королівського радника, а потім – генерального секретаря міністерства освіти й радника міністерства внутрішніх справ. У 1934—1936, 1937—1938 і 1942—1944 роках був міністром освіти Єгипту. На тому посту підтримував запровадження безкоштовної початкової освіти. У січні 1950 року оголосив про свій вихід з політики. 1951, після того як пішов на контакт з британцями, був виключений з лав партії Вафд.
У березні 1952 року очолив уряд, намагався придушити революційний рух, оголосив воєнний стан та запровадив цензуру засобів масової інформації. Його другий прем'єрський термін тривав лише один день і завершився перемогою революції. Після цього був заарештований, деякий час перебував під вартою й після звільнення йому було заборонено займатись політикою.